# Marco Weber (Politiker)

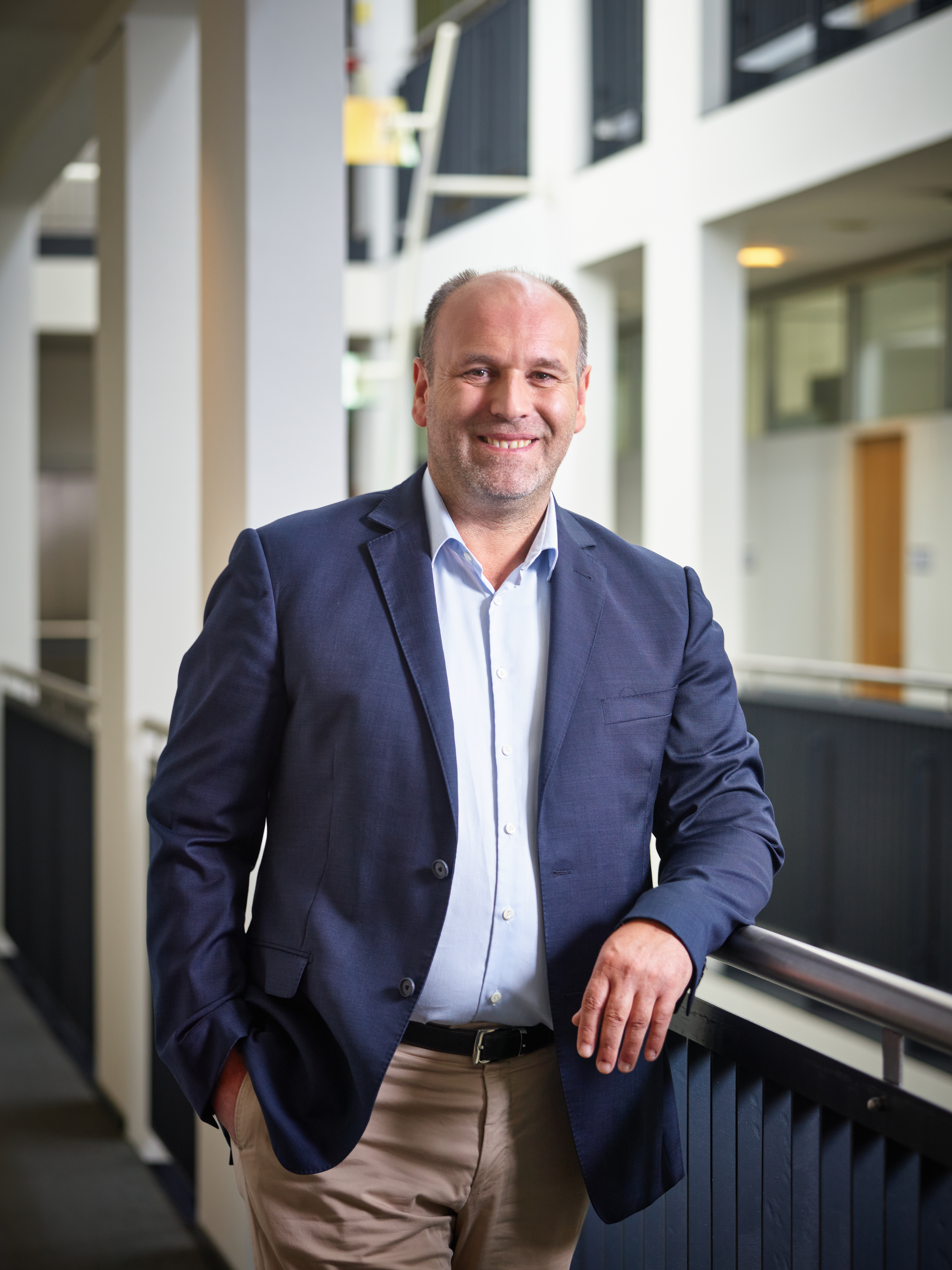
Marco Weber (2021)

Marco Weber (* 6. Februar 1975 in Daun) ist ein deutscher Politiker (FDP) und Abgeordneter im Landtag Rheinland-Pfalz.

## Leben und Ausbildung
Marco Weber wuchs in Lissendorf auf. Nach seiner mittleren Reife besuchte er die Landwirtschaftsschule in Prüm. Weber ist Landwirtschaftsmeister und führt gemeinsam mit seinem Bruder einen Ackerbau- und Viehbetrieb.

## Politik
Weber trat 2004 der FDP bei und ist seit 2009 Mitglied im Kreistag des Landkreises Vulkaneifel, wo er das Amt des Fraktionsvorsitzenden ausübt. Seit 2013 gehört er dem Landesvorstand der FDP Rheinland-Pfalz an. Zudem ist Weber Kreisvorsitzender der FDP Vulkaneifel und stellvertretender Bezirksvorsitzender der FDP Eifel-Hunsrück.
Bei der Landtagswahl 2016 trat er im Wahlkreis Vulkaneifel an und wurde über die Landesliste in den 17. Landtag von Rheinland-Pfalz gewählt. Auch bei der Landtagswahl in Rheinland-Pfalz 2021 erhielt er ein Mandat über die Liste seiner Partei. Im Landtag Rheinland-Pfalz ist er Mitglied im Ausschuss für Bildung, im Ausschuss für Klima, Energie und Mobilität, im Ausschuss für Landwirtschaft und Weinbau, im Ausschuss für Umwelt und Forsten sowie in der Enquete-Kommission 18/1 „Zukunftsstrategien zur Katastrophenvorsorge“. In der FDP-Landtagsfraktion Rheinland-Pfalz hat Marco Weber das Amt des Parlamentarischen Geschäftsführers inne.

## Gesellschaftliches Engagement
Marco Weber ist Kreisvorsitzender des Bauernverbands Vulkaneifel.

## Privates
Weber ist verheiratet und hat drei Kinder.